# Micropsectra paraniger
Micropsectra paraniger е вид насекомо от разред Двукрили (Diptera), семейство Хирономидни (Chironomidae). Среща се във Финландия.